# Kap Ducorps
Kap Ducorps ist ein Kap auf der Nordwestseite der Trinity-Halbinsel im Grahamland auf der Antarktischen Halbinsel. Es liegt am Nordende der Cockerell-Halbinsel und bildet die südwestliche Begrenzung der Einfahrt zur Huon Bay.
Teilnehmer der französischen Antarktisexpedition (1837–1840) unter der Leitung von Jules Dumont d’Urville entdeckten es. Benannt ist es nach Louis Jacques Ducorps (1811–1892), der an dieser Forschungsreise beteiligt war.